# Protocoles post-détection

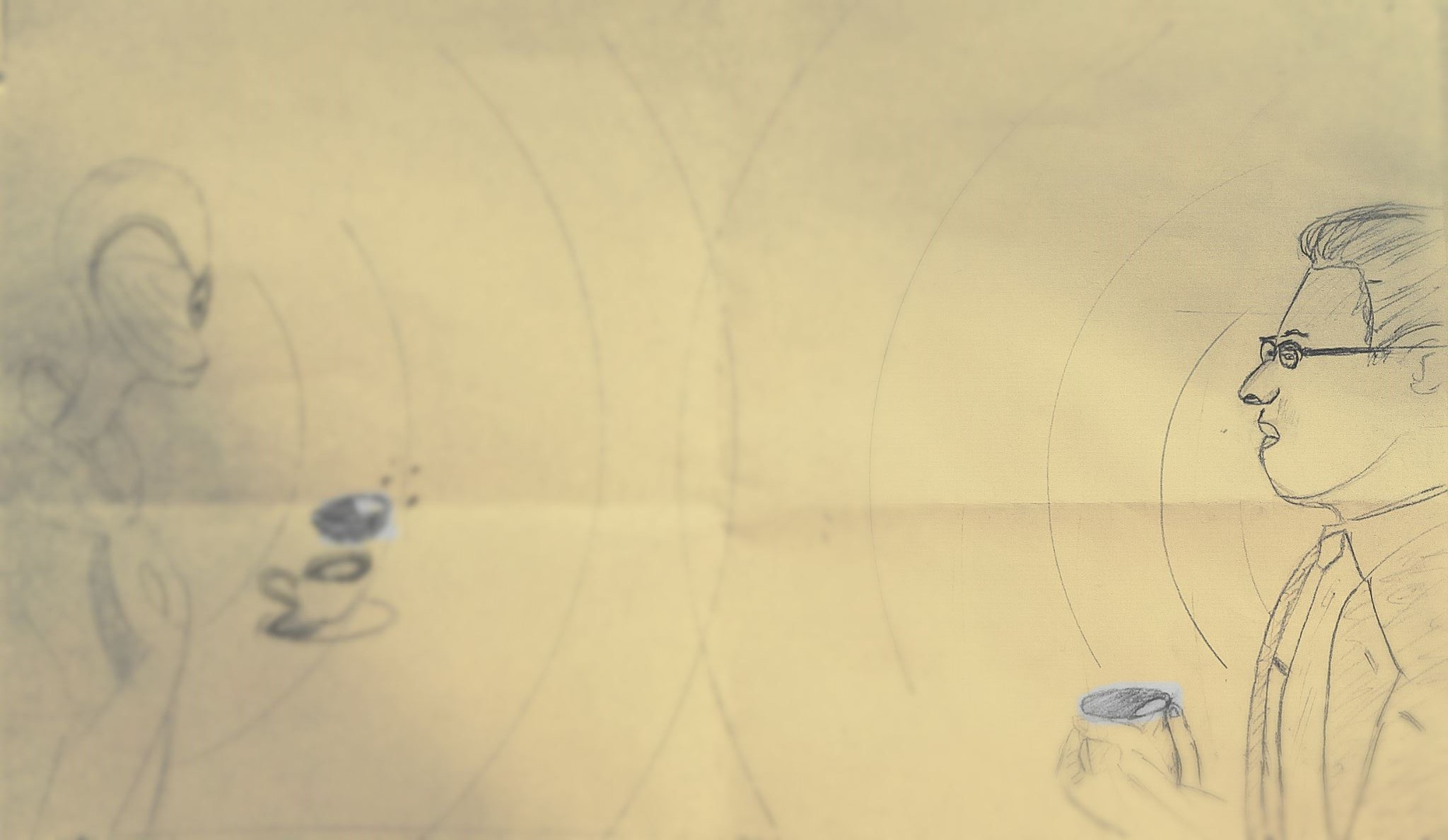
Vue d'artiste d'une communication entre un humain et un extraterrestre.

Une politique de post-détection (PPD), tiré de l'anglais post-detection policy (PDP), également connue sous le nom de protocole post-détection, est un ensemble de règles, de normes, de lignes directrices ou d'actions structurées que les entités gouvernementales ou d'autres organisations envisagent de suivre concernant « la détection, l'analyse et la réponse, » à des signaux confirmés de civilisations extraterrestres. Bien qu'aucun PPD n'ait été formellement et ouvertement adopté par une entité gouvernementale, la communauté scientifique ainsi que des organisations non gouvernementales travaillent pour élaborer des plans d'action cohérents à suivre en cas de détection. Le plus célèbre et connu d'entre eux est la « Déclaration de principes relative aux activités après la détection du renseignement extraterrestre », élaborée par l'Académie internationale d'astronautique (International Academy of Astronautics, IAA), avec l'appui de l'Institut international du droit spatial. 
L'élaboration des PPD s'appuie fortement sur les recherches effectuées par les programmes Search for Extra-Terrestrial Intelligence (SETI), Messaging to Extra-Terrestrial Intelligence (en) (METI et CETI (en)). Elle concerne surtout les scénarios impliquant une détection radioélectrique. Peu de PPD concerne la potentielle découverte de formes de vie unicellulaires dans le Système solaire, vivante ou sous forme de fossiles. Ces situations sont plutôt explorées, en partie, par les différents protocoles de protection planétaire.

## Facteurs d'influence
Différents facteurs peuvent influencer l'élaboration des PPD. En 1990, le scientifique Zbigniew Paptrotny en propose 3 : 
- La capacité de la/des société-s terrestre-s d'accepter des nouvelles de la détection de vie extraterrestre,
- La manière dont ces nouvelles sont véhiculées,
- La compréhensibilité du message dans le signal.

Avec le temps, ces facteurs ont été développés avec divers degrés de précision.

### Importance de la transmission

Plaque de Pioneer présentant des informations sur le Système solaire et les humains.

Il existe deux échelles proposées pour quantifier l'importance des transmissions entre la Terre et une intelligence extraterrestre (extraterrestrial intelligence, ETI) potentielle.
Tout d'abord, l'échelle de Rio, proposée en 2000, classifie l'importance de la transmission sur une échelle allant de 0 à 10. Cette échelle a été conçue par Iván Almár et Jill Tarter pour aider les décideurs à formuler un premier jugement sur les conséquences potentielles d'une détection. L'échelle emprunte largement à l'échelle de Turin, qui est utilisée pour catégoriser le risque d'impact des objets géocroiseurs. Le Groupe d'étude permanent SETI de l'IAA a officiellement adopté cette échelle à la fois comme un moyen de mettre en perspective les allégations de détections d'ETI et comme une reconnaissance que même de fausses détections d'ETI pourraient avoir des conséquences désastreuses qui devraient être atténuées.
L'autre échelle proposée, étroitement liée à la première, est l'échelle de Saint-Marin. Proposée pour la première fois en 2005 et adoptée par le Groupe d'étude permanent SETI de l'AAI en septembre 2007, elle vise à quantifier le risque lié à des transmissions délibérées de la Terre. Alors que l'échelle de Rio repose sur les acquis du projet SETI, l'échelle de Saint-Marin est plutôt liée à la réciproque METI/CETI.

### Considérations culturelles et politiques
Indépendamment de la nature d'une détection confirmée, les PPD accordent également une grande importance à l'éventail des réactions probables provenant de différentes parties prenantes, y compris les médias de masse, divers groupes religieux, les dirigeants politiques et le grand public. 
Une stratégie possible pour le développement de PPD plus complets est d'entreprendre des sondages interculturels (en) soigneusement planifiés ainsi que d'autres études empiriques basées sur des démarches analogues réalisées dans les domaines des sciences humaines, en histoire, en sciences sociales et comportementales, voire dans la science-fiction, pour déterminer les réactions probables. Peu de temps après une détection confirmée, l'application coordonnée de données interdisciplinaires pertinentes est susceptible de se révéler inestimable dans la mise en œuvre de la politique appropriée ainsi que dans la prestation d'initiatives éducatives et de relations publiques particulières à la situation vécue. Une autre stratégie potentielle consiste à explorer la capacité de la religion à être utilisée comme une « ressource pour absorber l'impact de la découverte et maintenir des relations bénéfiques avec l'ETI,. »
Les PPD tentent également de prendre en compte les répercussions politiques d'une détection et les façons dont les entités gouvernementales et non gouvernementales peuvent utiliser l'information. Comme le dit le diplomate Michael Michaud : « Nous ne pouvons pas supposer que le SETI est à l'abri des anciennes motivations de l'égoïsme, du pouvoir et de la cupidité. Les décisions qui pourraient affecter le bien-être de l'espèce humaine pourraient être prises par de petites élites non représentatives,. »
Une fois la détection rendue publique, les décideurs exerceraient une influence sur la manière dont ils évaluent l'importance et traitent la communication de la découverte. Il est possible que ces acteurs accentuent ou minimisent son importance pour tirer un avantage politique. Le contact pourrait être considéré comme un développement positif qui profitera à la nation et à l'humanité. De même, il pourrait être utilisé pour avertir des dangers potentiels et provoquer les inquiétudes du public. Chaque ligne de conduite aurait des effets profonds sur la façon dont les médias et le grand public réagiraient. Michaud affirme que plus les informations reçues seront facilement déchiffrables, plus il y a de chance d'observer des réactions politiques négatives contre les influences culturelles extraterrestres. Des groupes extrémistes, religieux et laïques, pourraient également jouer un rôle en qualifiant les informations de l'ETI comme mauvaises ou immorales. Il est possible que cela déclenche des tentatives de terminer la communication en interférant avec le signal ou en ciblant la technologie de détection avec des attaques. Le psychologue Albert Harrison (en) a écrit qu'il serait « insensé et négligent » de ne pas anticiper de telles réactions dans la formulation des politiques et des plans.

### Compréhension et contenu du signal

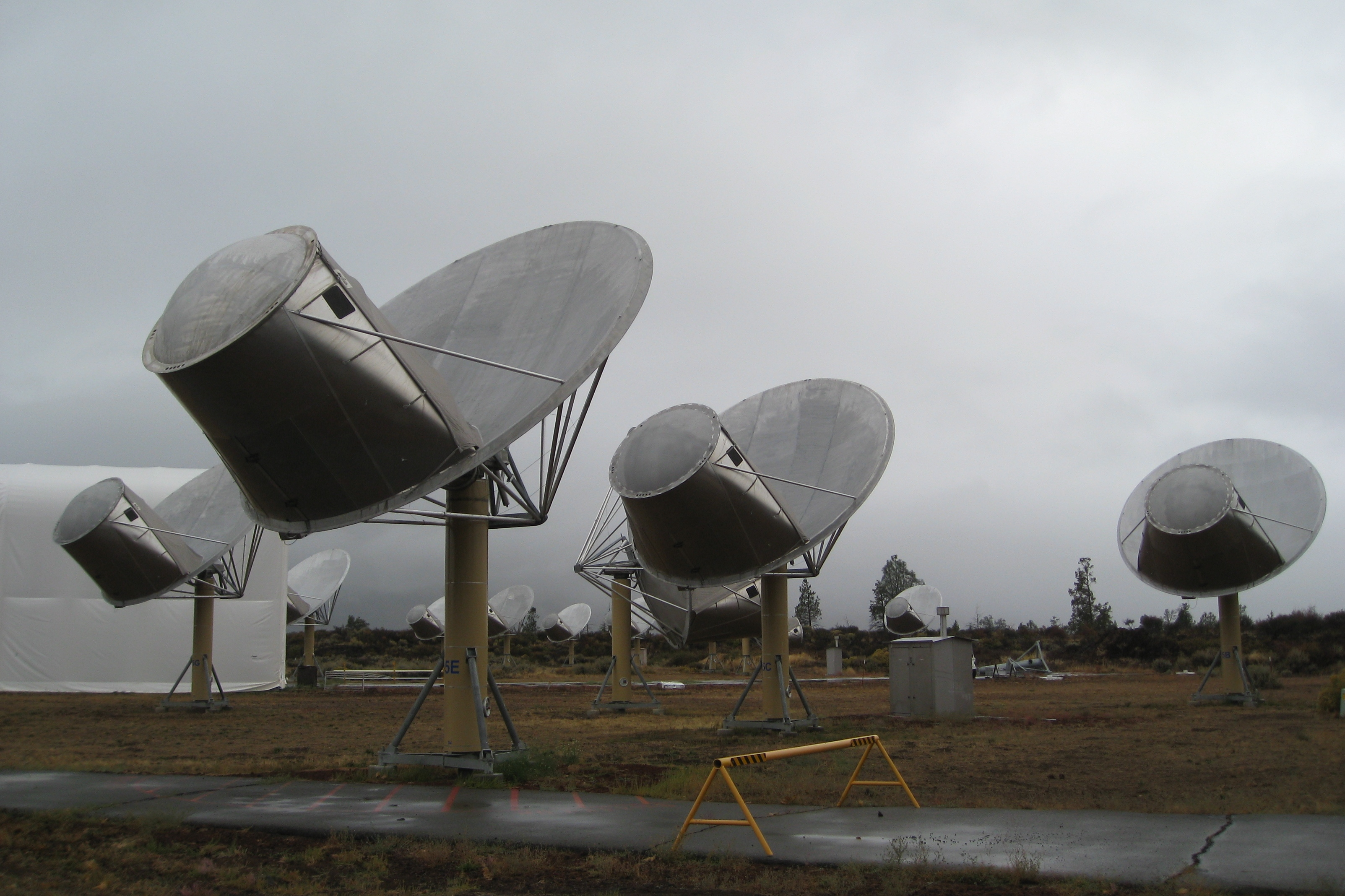
L'Allen Telescope Array, de l'Institut SETI, utilisé dans la recherche d'une intelligence extraterrestre.

Il n'est pas impossible que des extraterrestres puissent produire un message dont la nature (forme, complexité) dépasserait largement les aptitudes du cerveau humain. Advenant le cas qu'il ne soit pas incommensurable, la compréhensibilité du message est un facteur clé du déroulement des actions entreprises en cas de détection et de l'élaboration d'une éventuelle réponse. 
Parmi les linguistes qui travaillent sur la question de la traduction de message en provenance d’extraterrestres, le plus connu est John Elliott, un chercheur britannique qui développe des outils mathématiques pour reconstruire les structures des langues à partir des statistiques de la répartition des symboles. Celles-ci évoluent en fonction de contraintes liées aux canaux de communication de sorte que l’on retrouve une certaine régularité dans la fréquence des mots (loi de Zipf). 
L'envoi d'une réponse dépendra de la compréhension de la communication initiale. Un point qui semble faire consensus est que le message devra contenir le moins possible de possibilités d’ambiguïtés.

## PPD adoptés et proposés

### Rapport Brookings
En 1960, la NASA a commandité un rapport présentant des études sur les implications des activités spatiales pacifiques pour les affaires humaines (Proposed Studies on the Implications of Peaceful Space Activities for Human Affairs). Réalisé par la Brookings Institution en collaboration avec le Comité sur les études à long terme de la NASA, le rapport Brookings examine des scénarios post-détection et fait des recommandations. Il décrit, notamment, l'attitude à adopter concernant la communication ou la rétention d'informations concernant une éventuelle détection.

### Académie internationale d'astronautique
L'Académie internationale d'astronautique, dans sa tentative d'élaborer des lignes directrices universelles sur les mesures immédiates à prendre par l'individu ou le groupe d'individus qui fait une découverte, a rédigé la « Déclaration de principes concernant les activités après la détection du renseignement extraterrestre » (Declaration of Principles Concerning Activities Following the Detection of Extraterrestrial Intelligence). Le document a été approuvé par six sociétés spatiales professionnelles internationales et constitue également un accord informel entre la plupart de ceux qui travaillent au projet SETI. La déclaration propose un ensemble de neuf mesures de post-détection, énumérées ci-dessous :
1. Des consultations internationales devraient être engagées pour examiner la question de l'envoi de communications aux civilisations extraterrestres.
2. Les consultations sur l'envoi ou non d'une réponse et le contenu de cette dernière devraient se faire via le Comité des Nations unies pour l'utilisation pacifique de l'espace extra-atmosphérique ainsi qu'avec d'autres organisations gouvernementales et non gouvernementales. La participation de groupes qualifiés et intéressés pouvant apporter une contribution constructive à ces consultations devrait être facilitée.
3. Ces consultations devraient être ouvertes à la participation de tous les États intéressés et devraient être destinées à aboutir à des recommandations reflétant un consensus.
4. L'Assemblée générale des Nations unies devrait envisager de prendre la décision d'envoyer ou non un message à l'ETI et de déterminer le contenu de ce message sur la base des recommandations du Comité des utilisations pacifiques de l'espace extra-atmosphérique et des organisations non-gouvernementales.
5. Si une décision est prise d'envoyer un message à l'intelligence extraterrestre, elle doit être envoyée au nom de toute l'humanité, plutôt que par des États individuels.
6. Le contenu d'un tel message doit refléter une préoccupation sérieuse pour les intérêts généraux et le bien-être de l'humanité et doit être mis à la disposition du public avant la transmission.
7. Étant donné que l'envoi d'une communication à l'ETI pourrait mener à un échange de communications s'échelonnant sur de nombreuses années, il faudrait envisager un cadre institutionnel à long terme pour ces communications.
8. Aucune communication aux renseignements extraterrestres ne devrait être envoyée par un État avant que des consultations internationales appropriées n'aient eu lieu. Les États ne devraient pas coopérer avec les tentatives de communiquer avec des renseignements extraterrestres qui ne sont pas conformes aux principes de la présente Déclaration.
9. Dans leurs délibérations sur ces questions, les États participant à la présente Déclaration et les organismes des Nations unies devraient s'appuyer sur l'expertise de scientifiques, d'universitaires et d'autres personnes ayant des connaissances pertinentes.

Toutefois, le document n'a pas force de loi ni aucun autre pouvoir réglementaire. Il peut donc être ignoré par les institutions publiques ou privées si elles le souhaitent, sans répercussions juridiques.

## Dans la culture populaire
Les PPD ont été abordés, sous une forme ou une autre, par plusieurs œuvres de la culture populaire.
- Contact,
- Premier contact, du réalisateur québécois Denis Villeneuve, (Paramount pictures), 2016

### Traductions
- (en) Cet article est partiellement ou en totalité issu de l’article de Wikipédia en anglais intitulé « Post-detection policy » (voir la liste des auteurs).

1. ↑  (en) « detection, analysis, verification, announcement, and response to »
2. ↑  (en) « resource to absorb the impact of discovery and to maintain beneficial relations with ETI »
3. ↑  (en) « We cannot assume that SETI is immune from the ancient motivations of egoism, power, and greed. Decisions that could affect the welfare of the human species might be made by small, non-representative elites. »
4. ↑  (en) « foolish and negligent »